# イタリアン・コルソ・ドッグ
イタリアン・コルソ・ドッグ（英: Italian Corso dog）は、イタリアのモロシア系の犬種である。イタリア語ではカネ・コルソ（伊: Cane Corso）またはカネ・コルソ・イタリアーノ（Cane Corso Italiano）という。コルソの意味には、「護衛」という意味のラテン語 cohor に由来するとか、「頑丈」という意味の方言に由来するといった説がある。別名としてイタリアン・マスティフなどとも呼ばれる。
イタリアン・コルソ・ドッグは絶滅した古代イタリアのモロシア系犬種を復活させた種である。イタリア半島では、古くから頑丈なモロシア系の犬が闘犬、番犬、狩猟犬、牧牛犬等として利用されてきたが、この犬種は絶滅した。この犬種をカーネ・ディ・マチェライオと同定する者もいる。コルソ・ドッグは優秀な狩猟犬であり、また牛追いをするときには、多くの牧牛犬が牛の脚を噛むのとは異なり、群れを率いる牛の頭部を攻撃して誘導した。
第二次世界大戦後、イタリア南東に残存した個体から犬種の復活が図られ、1994年にイタリア・ケネルクラブにて犬種スタンダードが公認された。国際畜犬連盟には1996年に暫定、2007年に正式に登録された。近年ではヨーロッパだけでなくアメリカなどでもペットやショードッグとして人気がある。
なお、シチリア島で牛を追うのに使われていたシシリアン・ブランキエロ（Sicilian Branchiero）から復活されたという説もあるが、ブランキエロはアンダーコートを持たない別種であるとの見解もある。

## 特徴
体高は雄64～68cm、雌60～64cmで、体重は雄雌ともに40～45kgの大型犬。機動性があり、幅広の頭部と大きな顎を持つ。モロシアン・タイプの体型であるが皮膚はたるんでいない。緻密で光沢のある毛並みで、アンダーコートを持ち、毛色はブラック、グレー、フォーン、ブリンドルで、ブラックとブリンドルに人気がある。垂れ耳、長く細い垂れ尾であるが、違法でない国では耳は短く断耳して立たせ、尾も短く断尾することが多い。性格は家族に対しては愛情深く優しいが、きちんとした訓練が無ければ独立心旺盛で攻撃的になりやすい。他のモロシア系犬種より多くの運動を必要とする。

## モチーフ
韓国のプロ野球リーグであるKBOリーグに所属するSSGランダースでは、この犬種をモチーフとしたマスコットキャラクター「ランディ」を起用している。